# Ireland's Call
 (mars 2024).
Si vous disposez d'ouvrages ou d'articles de référence ou si vous connaissez des sites web de qualité traitant du thème abordé ici, merci de compléter l'article en donnant les références utiles à sa vérifiabilité et en les liant à la section « Notes et références ».
Ireland's Call (en gaélique Glaoch na hÉireann) est un chant irlandais utilisé comme hymne lors des matchs internationaux de l'équipe d'Irlande de rugby à XV.
Ce chant a été écrit par Phil Coulter en 1995 à la suite d'une commande de la Fédération irlandaise de rugby.
L'équipe d'Irlande de rugby regroupe en effet aujourd'hui des joueurs venant d'Irlande du Nord (Royaume-Uni) et de république d'Irlande. 
Quand les matchs ont lieu à Dublin deux hymnes sont joués : Amhrán na bhFiann (« La Chanson du soldat »), hymne national de l'Irlande, et Glaoch na hÉireann (« L'appel de l'Irlande »). À l'étranger,  seul Ireland's Call est joué avant les matchs.
Les équipes irlandaises de rugby à XIII, de hockey et de cricket, qui regroupent aussi des joueurs venant de toute l'Irlande, utilisent ce chant.

## Paroles
| Paroles officielles en anglais | Traduction en français |
| --- | --- |
| Come the day and come the hour Come the power and the glory We have come to answer Our country's call From the four proud provinces of Ireland Chorus: Ireland, Ireland Together standing tall Shoulder to shoulder We'll answer Ireland's call From the mighty Glens of Antrim From the rugged hills of Galway From the walls of Limerick And Dublin Bay From the four proud provinces of Ireland Chorus Hearts of steel And heads unbowing Vowing never to be broken We will fight, until We can fight no more For the four proud provinces of Ireland Chorus Ireland! Ireland! Forever Ireland! | Que vienne le jour et que vienne l'heure Que viennent le pouvoir et la gloire Nous sommes venus pour répondre À l'appel de notre pays. Depuis les quatre fières provinces d'Irlande Refrain : Irlande, Irlande Ensemble nous faisons face Épaule contre épaule Nous répondrons à l'appel de l'Irlande Depuis les vastes Glens d'Antrim Depuis les collines accidentées de Galway Depuis les murs de Limerick Et la baie de Dublin Depuis les quatre fières provinces d'Irlande Refrain Cœur d'acier Et têtes qui ne s'abaissent pas Jurant de ne jamais être brisés Nous combattrons jusqu'à ce que Nous ne puissions plus combattre Pour les quatre fières provinces d'Irlande Refrain Irlande ! Irlande ! L'Irlande pour toujours ! |